# Portrait d'Alphonse d'Avalos
Le Portrait d'Alphonse d'Avalos est un tableau réalisé par le peintre italien Titien, probablement en janvier-février 1533, à Bologne. De format vertical, cette huile sur toile est le portrait à mi-corps, devant un fond sombre, d'Alfonso de Ávalos en armure, avec un page lui tendant son casque dans le coin inférieur gauche de la composition. Achetée via Didier Aaron par le J. Paul Getty Museum en 2003, l'œuvre est conservée au Getty Center de Los Angeles, en Californie, aux États-Unis.